# 约翰·西奎兰
约翰·西奎兰（挪威語：Johan Siqveland，1974年1月8日—），挪威男子残疾人冰球、游泳运动员。他曾代表挪威参加1992年和1996年夏季残疾人奥林匹克运动会游泳比赛、2002年和2006年冬季残疾人奥林匹克运动会冰橇冰球比赛，获得二枚金牌和三枚银牌。